# Thomas Stangassinger
Thomas Stangassinger (ur. 15 września 1965 w Hallein) – austriacki narciarz alpejski, mistrz olimpijski, dwukrotny medalista mistrzostw świata oraz zdobywca Małej Kryształowej Kuli w klasyfikacji slalomu Pucharu Świata.

## Kariera
Po raz pierwszy na arenie międzynarodowej Thomas Stangassinger pojawił się w 1982 roku, kiedy na mistrzostwach świata juniorów w Auron zajął 30. miejsce w biegu zjazdowym. Na rozgrywanych rok później mistrzostwach świata juniorów w Sestriere był czwarty w slalomie. Pierwsze punkty w zawodach Pucharu Świata wywalczył 16 grudnia 1984 roku w Madonna di Campiglio, zajmując piąte miejsce w slalomie. Już następnego dnia po raz pierwszy w karierze stanął na podium zawodów tego cyklu, zajmując drugie miejsce w kombinacji alpejskiej. W zawodach tych lepszy był tylko Andreas Wenzel z Liechtensteinu. W sezonie 1984/1985 punktował jeszcze trzykrotnie, lecz nie stawał już na podium. Ostatecznie w klasyfikacji generalnej zajął 36. miejsce. W lutym 1985 roku wystąpił na mistrzostwach świata w Bormio, gdzie nie ukończył kombinacji.
W czterech kolejnych sezonach plasował się poza czołową dwudziestką klasyfikacji generalnej. W tym czasie dwukrotnie stawał na podium: 21 grudnia 1985 roku w Kranjskiej Gorze był trzeci, a 17 stycznia 1988 roku w Bad Kleinkirchheim drugi w slalomie. Najlepiej wypadł w sezonie 1987/1988, który zakończył na 33. pozycji w klasyfikacji generalnej i jedenastej w klasyfikacji slalomu. Nie wystartował na rozgrywanych w 1987 roku mistrzostwach świata w Crans-Montana, wziął za to udział w igrzyskach olimpijskich w Calgary w 1988 roku. Po pierwszym przejeździe slalomu zajmował ósmą pozycję, tracąc do prowadzącego Franka Wörndla z RFN 1,43 sekundy. Drugiego przejazdu jednak nie ukończył i ostatecznie nie był klasyfikowany. Wystartował tam również w kombinacji, którą ukończył na trzynastym miejscu. Podczas mistrzostw świata w Vail w 1989 roku Austriak zajął dziewiąte miejsce w slalomie.
Pierwsze pucharowe zwycięstwo odniósł 3 grudnia 1989 roku w Mont-Sainte-Anne, gdzie wygrał slalom. W czołowej dziesiątce plasował się jeszcze czterokrotnie, zajmując między innymi czwarte miejsce 12 sierpnia 1989 roku w Thredbo i 8 marca 1990 roku w Geilo. Na podium jednak już nie stanął i w klasyfikacji generalnej sezonu 1989/1990 zajął 23. miejsce. Znacznie lepiej prezentował się w kolejnym sezonie, zajmując trzynaste miejsce w klasyfikacji generalnej oraz piąte w klasyfikacji slalomu. W czołowej dziesiątce plasował siedmiokrotnie, w tym dwukrotnie stawał na podium: 22 grudnia 1990 roku w Kranjskiej Gorze był trzeci, a 2 marca 1991 roku w Lillehammer drugi w slalomie. Na przełomie stycznia i lutego 1991 roku wystartował na mistrzostwach świata w Saalbach-Hinterglemm, gdzie zdobył pierwszy w karierze medal. W slalomie zajął tam drugie miejsce, rozdzielając na podium reprezentującego Luksemburg Marca Girardellego oraz Ole Kristiana Furusetha z Norwegii. W sezonie 1991/1992 Austriak nie stawał na podium zawodów PŚ, a w klasyfikacji generalnej znów znalazł się poza najlepszą trzydziestką. Bez medalu wrócił z rozgrywanych w lutym 1992 roku igrzysk olimpijskich w Albertville. Wystąpił tam tylko w slalomie, kończąc rywalizację na dziewiątym miejscu.
Kolejne zwycięstwo w zawodach pucharowych odniósł 24 stycznia 1993 roku w Veysonnaz, gdzie był najlepszy w swej koronnej konkurencji. W slalomie był też drugi 9 stycznia w Garmisch-Partenkirchen oraz trzeci 28 marca 1993 roku w Åre. W klasyfikacji generalnej pozwoliło mu to zająć szesnaste miejsce, a w klasyfikacji slalomu był trzeci. Wśród slalomistów lepsi okazali się jedynie Szwed Thomas Fogdö oraz Włoch Alberto Tomba. Sukces osiągnął także na mistrzostwach świata w Morioce w 1993 roku, gdzie zajął trzecie miejsce w slalomie. W zawodach tych uległ o 0,11 sekundy Kjetilowi André Aamodtowi z Norwegii oraz o 0,07 sekundy Markowi Girardellemu. Podobne wyniki osiągał w sezonie 1993/1994, który ukończył na siedemnastym miejscu. Na podium znalazł się czterokrotnie, za każdym razem w slalomie: 28 listopada 1993 roku w Park City był najlepszy, 5 grudnia w Stoneham i 14 grudnia 1993 roku w Sestriere zajmował drugie miejsce, a 16 stycznia 1994 roku w Kitzbühel odniósł kolejne zwycięstwo. W klasyfikacji slalomu był drugi, przegrywając tylko z Tombą. Wtedy też odniósł jeden z największych sukcesów w karierze, zdobywając złoty medal w slalomie podczas igrzysk olimpijskich w Lillehammer. O 0,15 sekundy wyprzedził tam Tombę, a trzecie miejsce ze stratą 0,51 sekundy zajął Jure Košir ze Słowenii.
Przez dwa kolejne sezony nie odniósł żadnego zwycięstwa, na podium stając w sumie dwa razy: 19 marca 1995 roku w Bormio był drugi, a 27 stycznia 1996 roku w Sestriere zajął trzecie miejsce w slalomie. W klasyfikacji generalnej zajmował miejsca poza trzydziestką, a w klasyfikacji slalomu był kolejno jedenasty i dwunasty. Znalazł się w składzie  reprezentacji Austrii na rozgrywane w lutym 1996 roku mistrzostwa świata w Sierra Nevada, jednak ostatecznie nie wystąpił w zawodach. Do ścisłej czołówki powrócił w sezonie 1996/1997. Ośmiokrotnie stawał na podium, odnosząc przy tym jedno zwycięstwo: 9 marca 1997 roku w Shiga Kōgen był najlepszy w slalomie. Ponadto pięciokrotnie zajmował drugie miejsce i dwukrotnie był trzeci. W klasyfikacji generalnej dało mu to dziewiąte miejsce, a w klasyfikacji slalomu był drugi za swym rodakiem, Thomasem Sykorą. Z mistrzostw świata w Sestriere w 1997 roku wrócił jednak bez medalu. Wystąpił tam tylko w slalomie, który ukończył na siódmym miejscu.
Najważniejszym punktem sezonu 1997/1998 były igrzyska olimpijskie w Nagano. Po pierwszym przejeździe slalomu Stangassinger zajmował czwarte miejsce, tracąc do prowadzącego Sykory 0,57 sekundy. W drugim przejeździe uzyskał dopiero dwunasty wynik i ostatecznie został sklasyfikowany na szóstej pozycji. W Pucharze Świata pięć razy stanął na podium: 22 listopada 1997 roku w Park City, 18 stycznia w Veysonnaz i 25 stycznia 1998 roku w Kitzbühel zwyciężał, a 4 stycznia w Kranjskiej Gorze i 26 stycznia 1998 roku w Kitzbühel był trzeci w slalomie. W klasyfikacji generalnej był ostatecznie dwunasty, a w klasyfikacji slalomu zajął drugie miejsce, przegrywając tylko z Thomasem Sykorą. Pięciokrotnie na podium stawał także w sezonie 1998/1999: 28 listopada 1998 roku w Aspen i 13 marca 1999 roku w Sierra Nevada zajmował pierwsze miejsce, a 14 grudnia w Sestriere, 6 stycznia w Kranjskiej Gorze i 28 lutego 1999 roku w Ofterschwang był drugi. Dzięki temu zdobył jedyną w karierze Małą Kryształową Kulę za zwycięstwo w klasyfikacji slalomu, a w klasyfikacji generalnej był jedenasty. Zwycięstwo w Sierra Nevada było jego ostatnim triumfem w zawodach tego cyklu. Wystartował także w slalomie podczas mistrzostw świata w Vail w lutym 1999 roku, zajmując szóste miejsce.
Startował także w sezonie 1999/2000, sześciokrotnie plasując się w czołowej dziesiątce. Na podium stanął czterokrotnie: 23 listopada 1999 roku w Vail był drugi w slalomie, a 13 grudnia w Madonna di Campiglio, 21 grudnia w Kranjskiej Gorze i 9 marca 2000 roku w Schladming zajmował w tej samej konkurencji trzecie miejsce. W klasyfikacji slalomu dało mu to piąte miejsce, a w klasyfikacji generalnej został sklasyfikowany na 24. pozycji. Podium w Schladming było jego ostatnim międzynarodowym występem. W 2000 roku zakończył karierę.
W 1994 roku otrzymał tytuł najlepszego sportowca Austrii. W tym samym roku otrzymał także Odznakę Honorową za Zasługi dla Republiki Austrii.

## Osiągnięcia

### Igrzyska olimpijskie
| Miejsce | Dzień     | Rok  | Miejscowość | Konkurencja | Czas biegu | Strata     | Zwycięzca            |
| ------- | --------- | ---- | ----------- | ----------- | ---------- | ---------- | -------------------- |
| 13.     | 17 lutego | 1988 | Calgary     | Kombinacja  | 36,55 pkt  | +71,32 pkt | Hubert Strolz        |
| DNF     | 27 lutego | 1988 | Calgary     | Slalom      | 1:39,47    | -          | Alberto Tomba        |
| 9.      | 22 lutego | 1992 | Albertville | Slalom      | 1:44,39    | +2,26      | Finn Christian Jagge |
| 1.      | 27 lutego | 1994 | Lillehammer | Slalom      | 2:02,02    | -          | -                    |
| 6.      | 21 lutego | 1998 | Nagano      | Slalom      | 1:49,31    | +1,94      | Hans Petter Buraas   |

### Mistrzostwa świata
| Miejsce | Dzień       | Rok  | Miejscowość   | Konkurencja | Czas biegu | Strata | Zwycięzca           |
| ------- | ----------- | ---- | ------------- | ----------- | ---------- | ------ | ------------------- |
| DNF     | 5 lutego    | 1985 | Bormio        | Kombinacja  | 7,67 pkt   | -      | Pirmin Zurbriggen   |
| 9.      | 12 lutego   | 1989 | Vail          | Slalom      | 2:02,85    | +4,40  | Rudolf Nierlich     |
| 2.      | 22 stycznia | 1991 | Saalbach      | Slalom      | 1:55,38    | +0,58  | Marc Girardelli     |
| 3.      | 13 lutego   | 1993 | Morioka       | Slalom      | 1:40,33    | +0,11  | Kjetil André Aamodt |
| DNS     | 25 lutego   | 1996 | Sierra Nevada | Slalom      | 1:42,26    | –      | Alberto Tomba       |
| 6.      | 15 lutego   | 1997 | Sestriere     | Slalom      | 1:51,70    | +1,32  | Tom Stiansen        |
| 6.      | 14 lutego   | 1999 | Vail          | Slalom      | 1:42,12    | +0,70  | Kalle Palander      |

### Mistrzostwa świata juniorów
| Miejsce | Dzień    | Rok  | Miejscowość | Konkurencja | Czas biegu | Strata | Zwycięzca      |
| ------- | -------- | ---- | ----------- | ----------- | ---------- | ------ | -------------- |
| 30.     | 4 marca  | 1982 | Auron       | Zjazd       | 1:36,11    | +3,96  | Franck Piccard |
| 4.      | 4 lutego | 1983 | Sestriere   | Slalom      | 1:36,81    | +1,25  | Rok Petrovič   |

### Puchar Świata

#### Miejsca w klasyfikacji generalnej
- sezon 1984/1985: 36.
- sezon 1985/1986: 73.
- sezon 1986/1987: 52.
- sezon 1987/1988: 33.
- sezon 1988/1989: 39.
- sezon 1989/1990: 23.
- sezon 1990/1991: 13.
- sezon 1991/1992: 38.
- sezon 1992/1993: 16.
- sezon 1993/1994: 17.
- sezon 1994/1995: 31.
- sezon 1995/1996: 46.
- sezon 1996/1997: 9.
- sezon 1997/1998: 12.
- sezon 1998/1999: 11.
- sezon 1999/2000: 24.

#### Zwycięstwa w zawodach
1. Mont-Sainte-Anne – 3 grudnia 1989 (slalom)
2. Veysonnaz – 24 stycznia 1993 (slalom)
3. Park City – 28 listopada 1993 (slalom)
4. Kitzbühel – 16 stycznia 1994 (slalom)
5. Shiga Kōgen – 9 marca 1997 (slalom)
6. Park City – 22 listopada 1997 (slalom)
7. Veysonnaz – 18 stycznia 1998 (slalom)
8. Kitzbühel – 25 stycznia 1998 (slalom)
9. Aspen – 28 listopada 1998 (slalom)
10. Sierra Nevada – 13 marca 1999 (slalom)

#### Pozostałe miejsca na podium
1. Madonna di Campiglio – 17 grudnia 1984 (kombinacja) – 2. miejsce
2. Kranjska Gora – 21 grudnia 1985 (slalom) – 3. miejsce
3. Bad Kleinkirchheim – 17 stycznia 1988 (slalom) – 2. miejsce
4. Kranjska Gora – 22 grudnia 1990 (slalom) – 3. miejsce
5. Lillehammer – 2 marca 1991 (slalom) – 2. miejsce
6. Garmisch-Partenkirchen – 9 stycznia 1993 (slalom) – 2. miejsce
7. Åre – 28 marca 1993 (slalom) – 3. miejsce
8. Stoneham – 5 grudnia 1993 (slalom) – 2. miejsce
9. Sestriere – 14 grudnia 1993 (slalom) – 2. miejsce
10. Bormio – 19 marca 1995 (slalom) – 2. miejsce
11. Sestriere – 27 stycznia 1996 (slalom) – 3. miejsce
12. Park City – 24 listopada 1996 (slalom) – 2. miejsce
13. Breckenridge – 1 grudnia 1996 (slalom) – 3. miejsce
14. Kranjska Gora – 6 stycznia 1997 (slalom) – 3. miejsce
15. Chamonix – 12 stycznia 1997 (slalom) – 2. miejsce
16. Wengen – 19 stycznia 1997 (slalom) – 2. miejsce
17. Schladming – 30 stycznia 1997 (slalom) – 2. miejsce